# کراشیوو
کراشیوو (به لهستانی:  Krasiejów) یک روستا در لهستان است که در گمینا اوژمک واقع شده‌است.
 کراشیوو  ۲٬۰۵۰ نفر جمعیت دارد.